# Крайцери скаути тип „Нино Биксио“
Нино Биксио (на италиански: Nino Bixio) са серия от два бронепалубни крайцери на Кралските военноморски сили на Италия влезли в строй в навечерието на Първата световна война. Всичко от проекта са построени две единици: „Нино Биксио“ (на италиански: Nino Bixio) и „Марсала“ (на италиански: Marsala). Проектът е развитие на крайцера „Куарто“ и също като него са предназначен за служба като скаути при основните сили на флота. Поради голямото претоварване още по време на строежа им така и не успяват да достигнат проектната скорост, което прави тяхната служба доста по-кратка, сравнено с предшественика им „Куарто“.

## Конструкция
Крайцерите „Нино Биксио“ са проектирани от капитан-инженера Джузепе Рота за служба като крайцер скаут с основа проекта на крайцера „Куарто“. Имат малко по-голяма водоизместимост и размери. Крайцерите имат две мачти. Основната защита на крайцерите е бронирана палуба и броня на бойната рубка. Парните турбини са три на брой, модел „Къртис“, всяка от които задвижва отделен вал и гребен винт, и са захранвани от пара с четиринадесет работещи на петрол и въглища котела в четири котелни отделения. Силовата установка на крайцерите е проектирана за мощност от 22 500 к.с., която да задвижва корабите с 29 възела скорост, но на изпитанията „Нино Биксио“ развива мощност от 23 000 к.с. и едва 26,82 възела скорост, а „Марсала“ при същата мощност на машините е малко по-бърз – 27.66 възела, което е разочароващо на фона на по-стария, но по-бърз „Куарто“.
Основно въоръжение на корабите са шест единично монтирани скорострелни 120 mm оръдия, с дължина на ствола 50 калибра. Две от тях са монтирани успоредно на бака, две се намират на главната палуба в мидъла на кораба, по диагонал на всеки борд, а последните две са едно пред друго горната и главната палуба. Оръдията са произведени от фирмата Armstrong Whitworth (Армстронг), тежат 3,35 тона всяко, изстрелваният снаряд тежи 22,5 kg и лети със скорост 860 m/s. Скорострелността им е 6 изстрела в минута. Спомагателната артилерия е представена от шест 76 mm, 50 калиброви оръдия, които тежат 1,14 тона всяко, изстрелваните снаряди тежат 5,6 и 7 kg и летят със скорост 815 m/s. Скорострелността им е 15 изстрела в минута. Минното въоръжение се състои от един сдвоен 450 mm надводен торпеден апарат. Освен това могат да носят и до 200 морски мини.

## Представители
| Име                                       | Корабостроителница-строител                                     | Дата на залагане    | Дата на спускане на вода | Дата на влизане в състава на флота | Дата на извеждане от състава на флота |
| ----------------------------------------- | --------------------------------------------------------------- | ------------------- | ------------------------ | ---------------------------------- | ------------------------------------- |
| „Нино Биксио“ (на италиански: Nino Bixio) | Regio Cantiere di Castellammare di Stabia Кастеламаре ди Стабия | 15 февруари 1911 г. | 31 декември 1911 г.      | 5 май 1914 г.                      | март 1929 г.                          |
| „Марсала“ (на италиански: Marsala)        | Regio Cantiere di Castellammare di Stabia Кастеламаре ди Стабия | 15 февруари 1911 г. | 24 март 1912 г.          | 10 август 1914 г.                  | ноември 1927 г.                       |

## История на службата
Италия декларира неутралитет в началото на Първата световна война, макар преди това да има тесни връзки с Германия и Австро-Унгария. През май 1915 г., страните на Антантата убеждават италианското правителство да се включи във войната, като техен съюзник. Основната част на италианския флот се базира на две места – в южната част на Адриатическо море, в Бриндизи, както и в Средиземно море, в Таранто, където е защитен от австрийските подводници. Австро-унгарците, междувременно, залагат на стратегия за използване на малки съдове за набези по крайбрежието на противника и подводна война. През времето на войната, „Нино Биксио“ и „Марсала“ се намират в Бриндизи, от където при необходимост бързо да противодействат на австрийските набези. През декември 1915 г., „Нино Биксио“ и други кораби, включително британски крайцери патрулират в отговор на австрийско нападение над транспортни кораби снабдяващи Сръбската армия в Албания. „Нино Биксио“ доближава крайцера „Хелголанд“, но до сражение не се стига, след като австрийския кораб се оттегля под покрова на тъмнината.
„Марсала“ взема участие в битката за пролива Отранто, през май 1917 г., докато „Нино Биксио“ има проблеми с парата по време на атаката на австрийската флота и няма възможност да участва в сражението. „Марсала“ за кратко се сражава с противника, преди адмирал Алфредо Актон, командир на Италианския флот, да оттегли силите си при включването в сражението на мощния австро-унгарски броненосен крайцер „Санкт Георг“. Края на войната и орязваниято на бюджета са повод за флота да се раздели с двете единици на типа „Нино Биксио“, които така и не успяват да покрият всички проектни изисквания. „Нино Биксио“ и „Марсала“ са извадени от списъците на флота през март 1929 г. и ноември 1927 г., след което са продадени за скрап.